# Vångagylet (Kyrkhults socken, Blekinge, 625197-141671)
Vångagylet är en mindre våtmark, tidigare sjö i Olofströms kommun i Blekinge och ingår i Skräbeåns huvudavrinningsområde.